# Список вулиць Харкова (М)
| Назва                | Тип   | Довжина, м   | Колишні назви                                                                | Район(и)                     | Місцевість                                     |
| -------------------- | ----- | ------------ | ---------------------------------------------------------------------------- | ---------------------------- | ---------------------------------------------- |
| Магістральна         | вул.  | 475          |                                                                              | Холодногірський              | Залютине                                       |
| Магістральний        | в-д   |              |                                                                              | Новобаварський район         |                                                |
| Магістральний        | пр-д  | 95           |                                                                              | Холодногірський              | Залютине                                       |
| Мадридський          | в-д   | 400          | Зеленодільський                                                              | Індустріальний               | Східний                                        |
| Майка Йогансена      | вул.  | 660          | Лермонтовська                                                                | Київський                    | Нагірний, Товкачівка                           |
| Макарівська          | вул.  | 215          |                                                                              | Шевченківський               | Павлівка                                       |
| Макіївська           | вул.  | 1050         | в'їзд Сахари, Кабиштовська                                                   | Основ'янський                | Качанівка, Добрі Бджоли                        |
| 2-й Макіївський      | в-д   | 240          |                                                                              | Основ'янський                | Качанівка, Добрі Бджоли                        |
| 3-й Макіївський      | в-д   | 230          |                                                                              | Основ'янський                | Качанівка, Добрі Бджоли                        |
| Макіївський          | пров. |              |                                                                              | Основ'янський                | Качанівка, Добрі Бджоли                        |
| Маковий              | пров. | 510          | Комсомольський                                                               | Основ'янський                | Жихор                                          |
| Маковського          | вул.  | 1230         |                                                                              | Новобаварський район         | Нова Баварія                                   |
| Максима Кривоноса    | пров. | 1110         | Маршака                                                                      | Основ'янський                | Жихор                                          |
| Максима Рильського   | вул.  | 3130         | Сидора Ковпака                                                               | Київський                    | Шишківка, Велика Данилівка                     |
| Максима Устименка    | вул.  |              |                                                                              | Київський                    | Нагірний, Центральний парк                     |
| Максиміліанівська    | вул.  | 320          | Максиміліанівська, Ольмінського                                              | Київський                    | Нагірний                                       |
| Мала Гончарівська    | вул.  | 760          |                                                                              | Новобаварський район         | Гончарівка                                     |
| Мала Кільцева        | вул.  |              |                                                                              | Індустріальний               |                                                |
| Мала Панасівська     | вул.  | 380          |                                                                              | Холодногірський              | Панасівка                                      |
| Малевича             | вул.  | 650          | Кошового                                                                     | Немишлянський                | Ново-Західний                                  |
| Малинівська          | вул.  | 410          |                                                                              | Салтівський                  | Рашкіна Дача                                   |
| Малинова             | вул.  |              | Чаадаєва                                                                     | Новобаварський               |                                                |
| Малоджанкойська      | вул.  | 390          |                                                                              | Шевченківський               | Павлове Поле                                   |
| Малом'ясницька       | вул.  | 340          | Соломона Лозовського                                                         | Основ'янський                | Захарків, Левада                               |
| Мало-Панасівський    | пров. | 230          |                                                                              | Холодногірський              | Залізничний вокзал                             |
| Мало-Черновський     | пров. | 65           | в'їзд Володарського                                                          | Новобаварський район         | Холодна Гора                                   |
| Мальвовий            | пров. | 160          | Лісний, Варламівський                                                        | Основ'янський                | Качанівка                                      |
| Манагарова           | вул.  | 210          |                                                                              | Індустріальний               | Східний                                        |
| Маневровий           | пров. | 85           |                                                                              | Холодногірський              | Сортувальня                                    |
| Манізера             | вул.  | 350          | Красіна                                                                      | Київський                    | Нагірний                                       |
| Манченківська        | вул.  | 350          | Красіна                                                                      | Київський                    |                                                |
| Маргариновий         | пров. | 380          |                                                                              | Новобаварський район         | Нова Баварія                                   |
| Маримонтська         | вул.  | Новопроєктна | Індустріальний                                                               | Рогань                       |                                                |
| Марії Заньковецької  | вул.  | 790          | Калінінградська, Мотронінська                                                | Немишлянський                | Стара Салтівка                                 |
| Марії Пилинської     | вул.  |              |                                                                              | Київський                    | Велика Данилівка                               |
| Мар'ївська           | вул.  | 1030         | Котовського                                                                  | Київський Салтівський        | Тюрінка                                        |
| Мар'ївський          | в-д   | 180          | Котовського                                                                  | Салтівський                  | Тюрінка                                        |
| Мар'їнська           | вул.  | 460          |                                                                              | Новобаварський Основ'янський |                                                |
| Мариборзький         | пров. |              | Таганський                                                                   | Холодногірський              |                                                |
| Маріупольський       | пров. | 250          |                                                                              | Новобаварський район         | Хвилинка                                       |
| Марка Бернеса        | вул.  | 480          | Щорса                                                                        | Новобаварський               | Холодна Гора, Карпівка, Новоселівка            |
| Марка Вовчка         | в-д   |              |                                                                              | Немишлянський                | Ново-Західний                                  |
| Марка Вовчка         | вул.  | 520          |                                                                              | Немишлянський                | Ново-Західний                                  |
| Марківський          | пров. |              | Цимлянський                                                                  | Новобаварський               |                                                |
| Марфівська           | вул.  |              |                                                                              | Немишлянський                |                                                |
| Мар'яненка           | пров. | 110          | Провіантський                                                                | Київський                    | Центр                                          |
| Мар'янівський        | в-д   |              | Тімірязєва                                                                   | Новобаварський               |                                                |
| Масивна              | вул.  | 220          |                                                                              | Холодногірський              |                                                |
| Математичний         | пров. | 370          | Донський                                                                     | Салтівський                  | Стара Салтівка, Ахієзерів                      |
| Матеріалістичний     | пров. | 150          |                                                                              | Салтівський                  | Стара Салтівка, Ахієзерів                      |
| Матюшенка            | вул.  | 660          |                                                                              | Київський                    | Журавлівка                                     |
| Мацієвича            | вул.  |              |                                                                              | Індустріальний               |                                                |
| Машиністів           | в-д   | 175          |                                                                              | Основ'янський                | Мереф'янка                                     |
| Машиністів           | вул.  | 1040         |                                                                              | Основ'янський                | Мереф'янка                                     |
| Машиністів           | пров. | 380          |                                                                              | Основ'янський                | Мереф'янка                                     |
| Машинобудівний       | в-д   | 250          |                                                                              | Слобідський                  | Селище ім. Герцена                             |
| Машинобудівна        | вул.  | 450          |                                                                              | Слобідський                  | Селище ім. Герцена                             |
| Машинобудівний       | пров. | 250          |                                                                              | Слобідський                  | Селище ім. Герцена                             |
| Медична              | вул.  | 620          |                                                                              | Немишлянський район          | Салтівка, 602 м/р-н                            |
| Медичний             | пров. | 250          |                                                                              | Новобаварський район         | Новоселівка                                    |
| Медовий              | пров. | 225          | Готнянський                                                                  | Немишлянський                | Немишля                                        |
| Межигірська вулиця   | вул.  |              | Черняховського                                                               | Немишлянський                |                                                |
| Межовий              | пров. | 90           |                                                                              | Основ'янський                | Основа                                         |
| Мелодійний           | пр-д  |              | Дунаєвського                                                                 | Київський                    |                                                |
| Мереф'янське         | шосе  | 1170         |                                                                              | Основ'янський                | Мереф'янка, Овочева                            |
| Мерлинська           | вул.  | 210          | Іртиська                                                                     | Індустріальний               |                                                |
| Металіста            | вул.  | 550          |                                                                              | Салтівський                  | Рашкіна Дача                                   |
| Металіста            | пров. | 285          |                                                                              | Салтівський                  | Рашкіна Дача                                   |
| Металургічна         | вул.  | 210          |                                                                              | Київський                    | Журавлівка                                     |
| Метизний             | пров. | 790          |                                                                              | Новобаварський район         | Григорівка                                     |
| Метлинського         | вул.  | 1060         | Муромська                                                                    | Київський                    | Салтівка, Шевченки                             |
| Метробудівників      | вул.  | 1490         |                                                                              | Київський                    | Північна Салтівка                              |
| Метробудівський      | пров. | 390          |                                                                              | Холодногірський              | Лиса Гора                                      |
| Мефодіївська         | вул.  | 400          | Мефодіївська, Доброхотова                                                    | Слобідський                  |                                                |
| Механізаторів        | вул.  | 720          |                                                                              | Індустріальний               | Чуніхи                                         |
| 1-й Механізаторський | пров. | 310          |                                                                              | Салтівський                  | Салтівка                                       |
| Механічний           | пров. | 240          |                                                                              | Салтівський                  | Сабурова Дача                                  |
| Мечнікова            | пров. | 130          | Інструментальний                                                             | Шевченківський Київський     | Центр                                          |
| Мещанінова           | вул.  |              |                                                                              | Холодногірський              |                                                |
| Мжанський            | пров. | 310          | Безіменний, Полтавський, Бугурусланський                                     | Київський                    | Журавлівка                                     |
| Мжівський            | пров. | 150          |                                                                              | Новобаварський район         | Новоселівка                                    |
| Мигдалевий           | пров. | 110          | Доватора                                                                     | Новобаварський               | Новоселівка                                    |
| Микитенка            | вул.  | 600          |                                                                              | Основ'янський                | Жихор                                          |
| Микитенка            | пров. | 210          |                                                                              | Індустріальний               | Чуніхи                                         |
| Микитинський         | пров. | 380          | Савеліївский                                                                 | Основ'янський                | Захарків                                       |
| Миколаївська         | вул.  | 490          | Миколаївська, Короленка                                                      | Київський                    | Центр                                          |
| Миколи Алексіна      | пров. | 360          | Культкомівський                                                              | Новобаварський               | Новоселівка                                    |
| Миколи Бажана        | вул.  | 845          | Кривомазова, Олександрівська, Кривомазова                                    | Новобаварський               | Новожанове                                     |
| Миколи Зерова        | вул.  | 290          | Красноградська                                                               | Основ'янський                | Основа                                         |
| Миколи Кравченка     | вул.  |              | Фонвізіна                                                                    | Слобідський                  |                                                |
| Миколи Лисенка       | вул.  | 1310         | Лисенка                                                                      | Новобаварський               | Липовий Гай                                    |
| Миколи Міхновського  | вул.  | 860          | Ново-Веселий провулок, Веселий провулок, Царицинський провулок, вулиця Ганни | Основ'янський                | Захарків                                       |
| Миколи Хвильвого     | вул.  | 590          | Шматьківська, Госпітальна, Маяковського                                      | Шевченківський Київський     | Нагірний                                       |
| Милосердя            | пров. | 330          | Холодногірський, Синнянський, Желябова                                       | Холодногірський              | Холодна Гора                                   |
| Миргородська         | вул.  | 420          |                                                                              | Основ'янський                | Заїківка                                       |
| Мирна                | вул.  | 900          |                                                                              | Шевченківський               | Павлівка                                       |
| Миролюбна            | вул.  | 590          |                                                                              | Основ'янський                | Жихор                                          |
| Миронівська          | вул.  |              | Червоноселищна                                                               | Холодногірський              |                                                |
| Мироносицька         | вул.  | 2050         | Рівності та Братства, Дзержинського                                          | Київський                    | Нагірний                                       |
| Мирослава Мисли      | вул.  |              | Цілиноградська                                                               | Шевченківський               |                                                |
| Мирослава Скорика    | вул.  | 735          | Верещагіна                                                                   | Салтівський                  | Стара Салтівка                                 |
| Миротворча           | вул.  |              | Толстого                                                                     | Київський                    |                                                |
| Миру                 | бул.  | 150          |                                                                              | Київський                    | П`ятихатки                                     |
| Миру                 | вул.  | 5120         | Сталіна                                                                      | Індустріальний               | ХТЗ, Східний                                   |
| Миру                 | пров. | 355          |                                                                              | Індустріальний               | ХТЗ                                            |
| Мистецтв             | вул.  | 340          | Каплуновська, Рєпіна, Червонопрапорна                                        | Київський                    | Нагірний                                       |
| Митрофанівська       | вул.  | 635          |                                                                              | Київський                    | Журавлівка                                     |
| Митрофанівський      | пров. | 140          |                                                                              | Київський                    | Журавлівка                                     |
| Михайла Бойчука      | пров. | 450          | Сількорівський                                                               | Новобаварський               | Карпівка                                       |
| Михайла Вербицького  | вул.  | 480          | Лебедєва-Кумача                                                              | Слобідський                  | Селище ім. Герцена                             |
| Михайла Водяного     | вул.  | 2030         | Щербакова                                                                    | Індустріальний               | ХТЗ                                            |
| Михайла Гуревича     | вул.  |              |                                                                              | Київський                    | Шишківка                                       |
| Михайла Зеленіна     | в-д   | 760          | Піонера                                                                      | Основ'янський                | Жихор                                          |
| Михайла Зеленіна     | вул.  | 760          | Зеленського                                                                  | Основ'янський                | Жихор                                          |
| Михайла Комарова     | вул.  |              | Тархова                                                                      | Індустріальний               |                                                |
| Михайлика            | вул.  | 440          | Авангардна, Поперечна, Височиненка                                           | Салтівський                  | Стара Салтівка                                 |
| Михайличенківський   | пров. | 280          | Внуківський                                                                  | Холодногірський              | Гиївка                                         |
| Михайлівський        | в-д   |              |                                                                              | Шевченківський               | Олексіївка                                     |
| Михайлівська         | вул.  | 880          |                                                                              | Новобаварський район         | Хвилинка                                       |
| Михайля Семенка      | вул.  |              | Чайковська                                                                   | Київський                    |                                                |
| Мищенківська         | вул.  | 510          | Лісова                                                                       | Київський                    | П'ятихатки                                     |
| Міжнародна           | вул.  | 490          | Слобідсько-Українська                                                        | Немишлянський район          | Немишля                                        |
| Мінераловодна        | вул.  | 210          | Мінераловодська                                                              | Київський                    | Тюрінка                                        |
| Мінеральна           | вул.  | 560          |                                                                              | Новобаварський район         | Перемога                                       |
| 1-й Мінеральний      | пров. | 170          |                                                                              | Новобаварський район         | Перемога                                       |
| 2-й Мінеральний      | пров. | 170          |                                                                              | Новобаварський район         | Перемога                                       |
| Міністерська         | вул.  | 480          | Антокольського                                                               | Новобаварський               | Нова Баварія                                   |
| Мінський             | пров. | 190          |                                                                              | Шевченківський               | Шатилівка                                      |
| Місцева              | вул.  | 270          |                                                                              | Шевченківський               | Павлівка                                       |
| Міськрадівська       | вул.  | 460          |                                                                              | Київський                    | Журавлівка                                     |
| Місхорський          | пров. | 230          | Єлецький                                                                     | Холодногірський              |                                                |
| Мітингова            | вул.  | 460          |                                                                              | Холодногірський              |                                                |
| Мітинговий           | пров. | 490          |                                                                              | Холодногірський              |                                                |
| Міхаловського        | вул.  |              |                                                                              | Новобаварський район         | Покотилівка                                    |
| Міцкевича            | вул.  | 650          | Вороніхіна                                                                   | Слобідський                  | Селище ім. Герцена                             |
| Міцний               | пров. | 200          | Сестрорецький                                                                | Холодногірський              | Холодна Гора                                   |
| Млотковського        | вул.  |              |                                                                              | Київський                    | Велика Данилівка                               |
| Мовчанівський        | в-д   | 140          |                                                                              | Основ'янський                | Левада                                         |
| Мовчанівський        | пров. | 400          |                                                                              | Основ'янський                | Левада                                         |
| Могилівська          | вул.  | 845          |                                                                              | Немишлянський район          | Немишля                                        |
| Могилівський         | пров. | 190          |                                                                              | Немишлянський район          | Немишля                                        |
| Моєчна               | вул.  | 450          |                                                                              | Новобаварський район         | Москалівка                                     |
| Мозаїчний            | пров. | 630          | 1-й Орський                                                                  | Шевченківський               | Павлове Поле                                   |
| Мозирський           | пров. | 270          |                                                                              | Київський                    | Журавлівка                                     |
| Мойсеївська          | вул.  |              |                                                                              | Київський                    | Журавлівка                                     |
| Молдавський          | пров. |              | Верхнєудінський                                                              | Холодногірський              |                                                |
| Молодіжна            | вул.  | 3470         |                                                                              | Індустріальний               | Східний                                        |
| Молодіжна            | вул.  | 90           |                                                                              | Новобаварський               | Покотилівка                                    |
| Молодості            | вул.  |              |                                                                              | Холодногірський              |                                                |
| Молокіна             | вул.  |              |                                                                              | Основ'янський                |                                                |
| Молочна              | вул.  | 1850         | Молочна, Кірова                                                              | Слобідський Основ'янський    | Захарків, Левада                               |
| Монгольський         | пров. | 265          |                                                                              | Новобаварський район         | Новожанове, Мирський Гай                       |
| Монтажна             | вул.  | 520          |                                                                              | Шевченківський               | Стара Салтівка                                 |
| Монюшка              | вул.  | 600          |                                                                              | Слобідський                  | Одеська                                        |
| Морозівський         | пров. | 450          | Аляб'єва                                                                     | Холодногірський              | Гиївка                                         |
| Морозова             | вул.  | 4080         | Юмтівська                                                                    | Слобідський Немишлянський    | Одеська, Селище ім. Герцена                    |
| Морозна              | вул.  | 225          | Верхоянська                                                                  | Салтівський                  | Салтівка                                       |
| Мороховецька         | наб.  | 615          | Чапаєва                                                                      | Новобаварський район         | Москалівка                                     |
| Мороховецький        | пров. |              | в'їзд Чапаєва                                                                | Новобаварський район         |                                                |
| Моршинська           | вул.  | 830          |                                                                              | Основ'янський                | Жихор                                          |
| Москаленка           | вул.  |              |                                                                              | Київський                    | П'ятихатки                                     |
| Москаленка           | пров. |              |                                                                              | Київський                    | П'ятихатки                                     |
| Москалівський        | в-д   | 130          | Жовтневої Революції                                                          | Новобаварський район         | Новожанове                                     |
| Москалівська         | вул.  | 3570         | Москалівська, Велика Москалівська, Жовтневої Революції                       | Новобаварський Основ'янський | Москалівка, Заїківка, Новожанове, Мирський Гай |
| Мостовий             | пров. |              | Зеленоградський                                                              | Київський                    |                                                |
| Моторна              | вул.  | 700          |                                                                              | Немишлянський район          | Немишля                                        |
| Мохнацька            | вул.  | 1480         |                                                                              | Індустріальний               | Східний                                        |
| Мохнацький           | в-д   | 270          |                                                                              | Індустріальний               | Східний                                        |
| Мохова               | вул.  |              |                                                                              | Київський                    |                                                |
| Моцарта              | вул.  | 530          |                                                                              | Слобідський                  | Селище ім. Герцена                             |
| Мрії                 | вул.  | 760          | Ромашкіна                                                                    | Комінтернівський             | Аеропорт                                       |
| Музична              | вул.  | 210          |                                                                              | Шевченківський               | Олексіївка                                     |
| Музичний             | в-д   | 160          | Жаткінський, Едгара Андре                                                    | Київський                    | Центр                                          |
| Мукачівська          | вул.  | 305          | Смоленська                                                                   | Холодногірський              | Лиса Гора                                      |
| Мулярський           | пров. | 130          | Достоєвського                                                                | Основ'янський                | Основа                                         |
| Мунфіша              | алея  |              |                                                                              | Шевченківський               | Нагірний, Центральний парк                     |
| Муравський           | пров. |              | Шолохова                                                                     | Слобідський                  | Горбані                                        |
| Мурмилівський        | пров. | 375          |                                                                              | Холодногірський              | Холодна Гора                                   |
| Мухачова             | вул.  | 1000         | Войкова                                                                      | Слобідський                  |                                                |
| М'ясний              | пров. | 170          |                                                                              | Основ'янський                |                                                |